# Un mariage mouvementé (film, 1920)
Pour le film de Robert F. McGowan en 1926, voir Un mariage mouvementé.
Pour plus de détails, voir Fiche technique et Distribution.

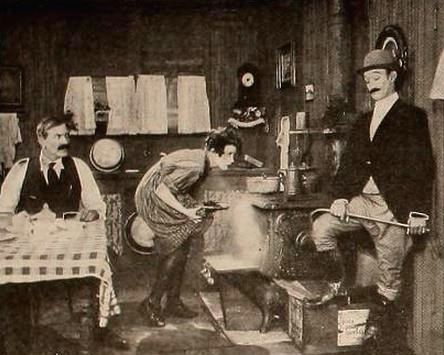
Une scène du film

Un mariage mouvementé (titre original : Down on the Farm) est un film américain muet en noir et blanc réalisé par Ray Grey, Erle C. Kenton et F. Richard Jones et produit par Mack Sennett, sorti en 1920.

## Synopsis
La journée commence comme n'importe quelle journée normale à la ferme de Roach, où Teddy, le chien de la ferme, fait un travail plus productif que tout le monde réuni. Mais le jour change lorsque le fermier de Roach voit l'opportunité d'être le chevalier en armure étincelante de Louise, la fille de Roach, qu'il veut épouser. Roach, cependant, ne fera pas épouser sa fille à un humble fermier, bien que Louise aime le fermier. C'est aussi le jour du loyer et leur propriétaire, le détenteur de l'hypothèque de la ferme, fait sa tournée pour collecter les fonds. Il utilise sa position de pouvoir pour obtenir les faveurs sexuelles des femmes en échange de la non-expulsion. N'ayant jamais rencontré Louise, le propriétaire tombe immédiatement amoureux d'elle, qu'il souhaite lui aussi épouser. Louise élabore alors un plan pour se débarrasser des avances non désirées du propriétaire. Ce plan a des conséquences imprévues.

## Fiche technique
- Titre original : Down on the Farm
- Réalisation : Ray Grey, Erle C. Kenton et F. Richard Jones
- Scénario : Ray Grey, Raymond Griffith, Mack Sennett
- Société de production : Mack Sennett Comedies
- Société de distribution : United Artists Corporation[1]
- Format : Noir et blanc
- Son : Muet
- Genre : Comédie
- Durée : 50 minutes
- Dates de sortie : 
  - États-Unis : 18 avril 1920
  - France : 22 décembre 1922

## Distribution
- Louise Fazenda : Louise
- Harry Gribbon
- Bert Roach : Roach
- James Finlayson
- Billy Armstrong
- Eva Thatcher